# Nagymamám, Zalai Imréné találkozása David Bowie-val
A Nagymamám, Zalai Imréné találkozása David Bowie-val egy hímzett konyhai falvédő, Szabó Eszter Ágnes képzőművész alkotása. A falvédő 1998-ban készült, és jelenleg a Ludwig Múzeumban látható, de legtöbben onnan ismerik, hogy internetes mémmé vált és számtalan változata kering az interneten.

## A falvédő
Zalai Imréné, Szabó Eszter Ágnes nagymamája ismert szabász és varrónő volt Tapolcán. Unokája gyerekkori emlékei közé tartozik, hogy figyelte a ruhák készítését és a próbákat. Később David Bowie öltönyei is ezeket az emlékeket idézték fel benne.
A falvédő a régi, feliratos falvédők stílusában készült, kék hímzőfonallal. David Bowie-t öltönyben, laza testtartással és zsebre tett kézzel ábrázolja, Zalai Imrénét pedig jellegzetes magyar nyugdíjasként, kezében szatyorral. Bowie mögött nagyváros, a nagymama mögött templomtornyos kis falu körvonalai láthatóak. Fölöttük a kép címe olvasható a hagyományos falvédőhímzéseket idéző betűkkel. A falvédő mérete 120×90 cm.
A falvédőt először a Budapest Galériában állították ki a Rövid történetek tárlat keretén belül (az Amikor a kecskepásztor énem találkozik az űrhajóssal falvédő mellett). Ezután Bécsben állították ki, majd a New York-i Gallery Airben, majd egy árverésen elkelt, jelenleg magántulajdonban van. A művészt rendszeresen megtalálják olyan kérésekkel, hogy készítse el a falvédő másolatát, akár Bowie-val, akár más szereplőkkel Zalai Imréné mellett.
David Bowie halála után a falvédőnek újabb változata készült Amikor nagymamám, Zalai Imréné találkozott David Bowie-val címmel, ez már a felhők felett ábrázolja a kép két főszereplőjét.

## Mémként
Az interneten egy árverés honlapjáról kezdett terjedni a falvédő képe 2000-ben. A képnek az interneten található, mém változatai általában aktuális, gyakran politikai eseményekre reagálnak. A Nagymamám, Zalai Imréné találkozása Habony Árpáddal, melyen Habony Árpád hasba rúgja az idős hölgyet, 2014 körül született, azután, hogy Habonyt elítélték, mert még 2006-ban bántalmazott egy házaspárt. Szintén egy 2014-es eseményre, Vida Ildikó NAV-elnök és André Goodfriend ügyvezető amerikai nagykövet találkozására utal az Adóhivatal-elnököm, Vida Ildikó találkozása André Goodfrienddel című kép. A David Bowie elveszi nagymamám, Zalai Imréné munkáját a kormány bevándorlásellenes plakátkampányára válaszként született 2015-ben, a Nagymamám, Zalai Imréné népszavazási kérdést ad le pedig annak állít emléket, hogy 2016-ban egy, a vasárnapi zárvatartás megszüntetésével kapcsolatos népszavazási kezdeményezés benyújtását kigyúrt kopaszok akadályozták, és így egy fideszes hölgy jutott be elsőként a Nemzeti Választási Irodához. David Bowie halála után jelent meg a mémnek az a változata, amely már egyedül ábrázolja Zalai Imrénét. A 2020-as Covid19-pandémia kapcsán keletkezett az a változat, amikor David Bowie és Zalai Imréné felelős polgárként otthon maradnak, így elmarad a találkozó.
Szabó Eszter Ágnes 2024-ben, 58 éves korában hunyt el. A mém ekkor készült változata őt ábrázolta Bowie-val. Bowie mögött a megszokott háttér, Szabó mögött a budapesti Lánchíd látható.